# راشل آدامز
راشل آدامز (انگلیسی: Rachael Adams؛ زادهٔ ۳ ژوئن ۱۹۹۰) بازیکن والیبال اهل ایالات متحده آمریکا است.